# Gulkevicsi járás

A Gulkevicsi járás a Krasznodari határterületen

A Gulkevicsii járás (oroszul Гулькевичский муниципальный район) Oroszország egyik járása a Krasznodari határterületen. Székhelye Gulkevicsi.

## Népesség
- 1989-ben 91 201 lakosa volt.
- 2002-ben 102 632 lakosa volt, melyből 92 312 orosz (89,9%), 2922 ukrán, 2291 örmény, 1625 német, 676 cigány, 483 belarusz, 265 tatár, 176 grúz, 165 görög, 158 azeri, 30 adige, 13 török.
- 2010-ben 101 521 lakosa volt, melyből 94 141 orosz, 1 911 örmény, 1 419 ukrán, 787 német, 550 cigány, 519 ezid, 241 fehérorosz, 194 tatár, 157 grúz, 125 görög, 95 azeri, 72 mordvin, 53 oszét, 48 moldáv, 40 lengyel, 29 csecsen, 28 dargin, 27 avar, 26 csuvas, 26 üzbég, 24 bolgár, 23 kazah, 22 lezg, 21 adige, 21 tabaszaran, 21 udmurt, 20 ingus.

Az örmények százalékos aránya Otrado-Olginszkoje, Majkopszkoje és Girej, az ukránoké Krasznoszelszkij, a németeké pedig Otrado-Kubanszkoje és Krasznoszelszkij településeken haladja meg jelentősen a járási összességben kimutatható arányszámukat.